# Клан Вардлоу
Клан Вардлоу (шотл. - Clan Wardlaw) – один з шотландських рівнинних кланів. На сьогодні клан не має визнаного герольдами Шотландії вождя, тому називається «кланом зброєносців». 
Гасло клану: Familias Firma Pietas – Релігія зміцнює сім’ю (лат.)

## Історія клану Вардлоу
У Шотландії є низка місцевостей, що називаються Вардлоу (Уордлоу), але жодна з них не може однозначно бути батьківщиною цього клану чи місцевістю, від якої клан отримав свою назву. Хоча, вважається, що назва клану має територіальне походження.
Недалеко від Болі, в горах, є місцина Вардлоу. Там є пагорб, що належав колись норманському лицарю Джону Бісету, що був васалом Айрда. Вважається, що він там оселився близько 1210 року. 
В історичних документах назва клану Вардлоу вперше згадується в Шотландії в грамотах короля Роберта І. Генрікус де Вардлоу отримав грамоту на землі баронства Вілтоун в Роксбургширі. 
У 1358 році в Абердині майстер Волтер де Вардлоу (пом. 1387 року) був доктором теології, знавцем священного писання – «sacre pagine», літописцем міста. Потім, у 1363 році він став архідияконом Лотіану, був популярним серед населення Шотландії, став єпископом Глазго – займав цю посаду 20 років. Під час Великого розколу західної церкви, коли Шотландія стала на бік Папи з Авіньйону, Папа Климент VII висвятив Волтера де Вардлоу в кардинали. Деякий час Волтер де Вардлоу був послом в Англії. 
Генрі Вардлоу, племінник Волтера де Вардлоу став єпископом Сент-Ендрю у 1430 – 1440 роках. Він був одним з найвідоміших людей в Шотландії в той час, заснував університет Святого Андрія. Генрі Вардлоу мав брата – Вільяма Вардлоу (пом. 1420 року), що став засновником септи Вардлоу Пітреві. 
У грамоті, що стосується Х'ю Фрейзер Ловата і датована 1436 роком, згадується сер Патрік Вардлоу. У документах Единбургу за 1467 рік згадується Олександр Вардлоу з Варенстона.  
У 1367 році Генрі Вардлоу отримав грамоту, в якій йому дозволялося жити в Англії і гарантувалася його безпека, а в 1467 році аналогічну грамоту отримав Джон Вардлоу Рекардтон. 